# Mangu
Koordinaten: 59° 2′ N, 22° 35′ O
Mangu ist ein Dorf (estnisch küla) in der Landgemeinde Hiiumaa (2013 bis 2017: Landgemeinde Hiiu, davor Landgemeinde Kõrgessaare) auf der zweitgrößten estnischen Insel Hiiumaa (deutsch Dagö).

## Beschreibung
Mangu hat vier Einwohner (Stand 31. Dezember 2011). Die Entfernung bis zur Inselhauptstadt Kärdla beträgt 15 km.
Der Ort liegt direkt an der Ostsee auf der Halbinsel Tahkuna (Tahkuna poolsaar). Im Sommer sind die Sandstrände von Mangu beliebter Erholungsort für Badeurlauber.